# Besselpark
Der Besselpark liegt im Berliner Ortsteil Kreuzberg des Bezirks Friedrichshain-Kreuzberg im Straßenkarree Bessel-, Friedrich- und Enckestraße. Er wurde 1990 als namenloser Platz angelegt und in den 1990er Jahren zu einem Park ausgebaut. Seinen Namen erhielt der Park nach dem Astronomen Friedrich Wilhelm Bessel, der an der nahegelegenen Berliner Sternwarte tätig war.

## Geschichte
Nach dem Zweiten Weltkrieg waren große Bereiche der Südlichen Friedrichstadt stark zerstört. Der Architekt Hans Scharoun erhielt im Zuge des Wettbewerbs Hauptstadt im Jahr 1957 die Aufgabe, das Gebiet neu zu entwickeln. Geplant war unter anderem ein Cityband, mit dem das Berliner Zentrum über eine von vier Autobahntangenten an das Umland angebunden werden sollte. Eine dieser Tangenten sollte nördlich des Mehringplatzes entlangführen. Durch die Teilung Berlins und den Mauerbau 1961 wurde dieser Plan jedoch nicht weiter verfolgt. So blieb dieser Bereich zunächst unbebaut.
Die Vorbereitung der Internationalen Bauausstellung 1987 brachte der Gegend neue Impulse. Entlang der Besselstraße sollte eine klassische Berliner Blockrandbebauung entstehen. Aus Kostengründen konnte das Bauvorhaben nicht realiert werden. Schließlich veranstaltete der Berliner Senat den Wettbewerb Parkanlagen in der Südlichen Friedrichstadt, den die Architekten Jasper Halfmann und Clod Zillich für sich entscheiden konnten. Die Jury überzeugte ein flexibles Konzept, das die Parkgrenze und Größe nicht statisch festlegte, sondern für eine mögliche Erweiterung des angrenzenden Blumengroßmarktes offen hielt. Insgesamt wurden von 1986 bis 1990 rund 3,7 Millionen Mark (kaufkraftbereinigt in heutiger Währung: rund 3,77 Millionen Euro) investiert.
Nach dem Mauerfall war es nun möglich, eher uneingeschränkt etwas Neues entstehen zu lassen. Im Jahr 1995 wurde der Platz schließlich zum Park entwickelt. Durch den Bau des Willy-Brandt-Hauses in der Stresemannstraße waren Mittel für Ausgleichsmaßnahmen vorhanden, die zur Begrünung der Anlage führten.

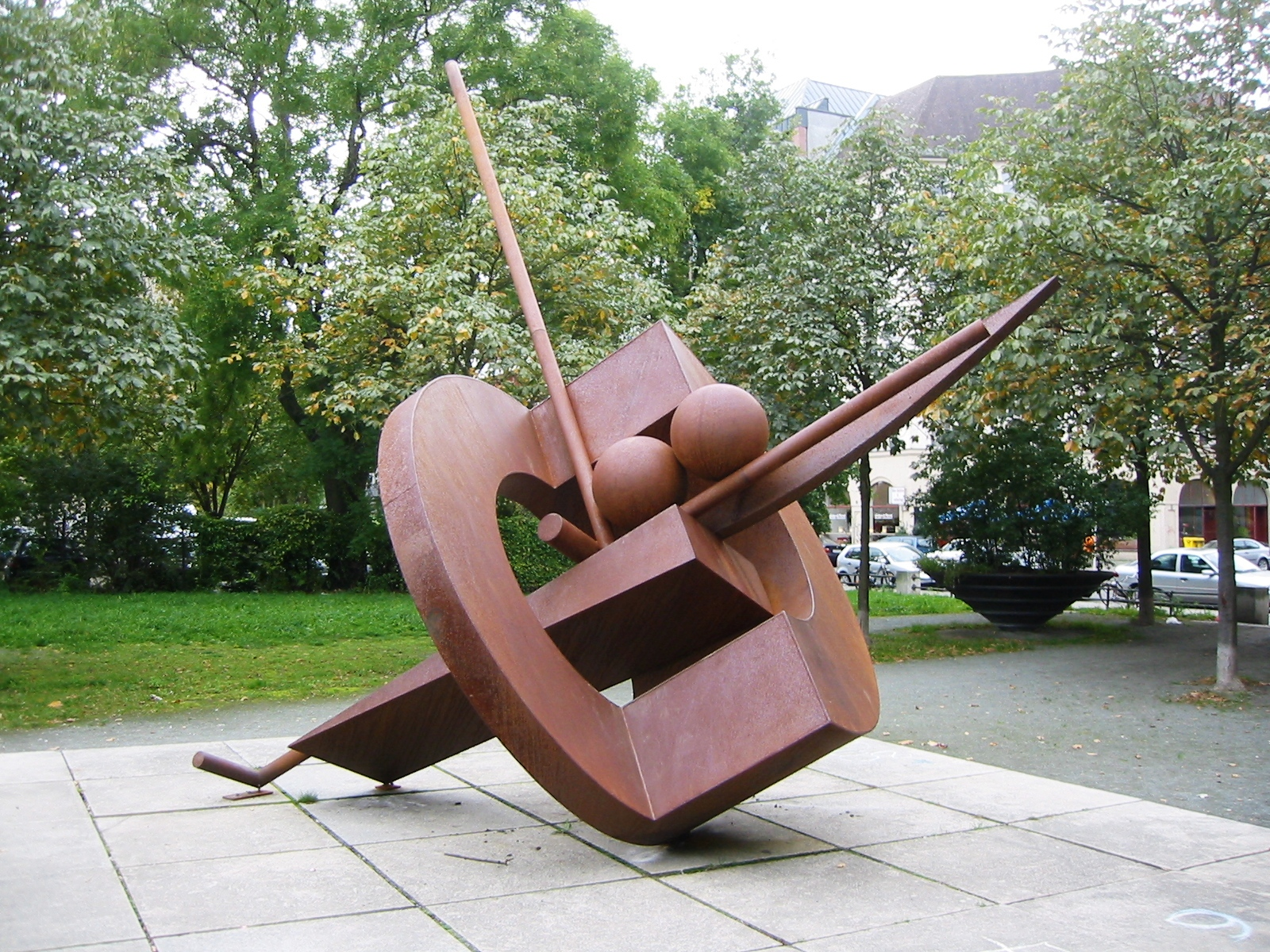
Tilted Donut Wedge With Two Balls, Skulptur von Fletcher Benton

Im südwestlichen Teil des Parks wurde am 12. September 2011 eine Skulptur aus Cortenstahl des US-amerikanischen Künstlers Fletcher Benton auf einer bislang freien Fläche aufgestellt. Das Werk trägt den Titel Tilted Donut Wedge with Two Balls (‚Geteilter Donut mit zwei Bällen‘). Das Werk ist eine Schenkung des Künstlers, der eine Werkserie im Georg-Kolbe-Museum präsentiert hatte. Flechter übergab je eine weitere Skulptur der Amerikanischen Botschaft sowie dem Vivantes-Krankenhaus.
Neben der Begrünung erhielt der Park mehrere kreuzende Wege, auf deren betonierter Lauffläche Fragmente aus Bessels Leben eingraviert wurden: wissenschaftliche Formeln, geografische Skizzen, technische Entwürfe. Großzügig über die Wiesenfläche wurde ein Sternensymbol aus eng gepflanzten niedrigen weißen Blumen gestaltet. Die betonlastige Gestaltung des Parks ist allerdings nicht unumstritten.
Die rückseitige Bebauung der Rudi-Dutschke-Straße reicht direkt an den Besselpark heran. Hier dominiert seit 2008 der neue Firmensitz der Zeitung taz die Ansicht.